# تشارلز ألفونس دس فورنير
تشارلز ألفونس دس فورنير هو سياسي كندي، ولد في 1 نوفمبر 1871 في شوديير أبالاش في كندا، وتوفي في 13 أكتوبر 1941. حزبياً، نشط في الحزب الليبرالي الكندي. وقد انتخب عضو مجلس العموم الكندي.